# Joyce Redman
Joyce Olivia Redman (Gosforth (Reino Unido), 7 de diciembre de 1915 – Pembury (Reino Unido), 9 de mayo de 2012) fue una actriz angloirlandesa. Fue nominada en dos ocasiones a los Premios Óscar en la categoría de mejor actriz de reparto por sus papeles en Tom Jones (1963) y Otelo (1965).

## Biografía
Joyce Redman neció Gosforth en el condado de Northumberland y se crio en el Condado de Mayo, Irlanda. Nació en el seno de una familia angloirlandesa y educada por gobernantas en Irlanda, junto a sus tres hermanas. Entró a estudiar interpretación en la Royal Academy of Dramatic Art de Londres, graduándose en 1936.
Sus principales papeles se centraron en el teatro y la televisión. Su papeles más célebres llegaron en teatro en la década de los 40 con Shadow and Substance, Claudia y Lady Precious Stream, y apareció en la Comédie-Française así como también en The Old Vic. Uno de sus grandes éxitos en Estaods Unidos fue interpretando a Ana Bolena en 1949 (junto a Rex Harrison en el papel de Enrique VIII) en la obra de Maxwell Anderson Anne of the Thousand Days, y, en 1955, se unió al Shakespeare Memorial Theatre de Stratford-upon-Avon para interpretar a Helena en A buen fin no hay mal principio y de la Señora Ford en Las alegres comadres de Windsor. En 1974, Redman encarnó a Sophie Dupin, la madre de George Sand, en la serie de BBC Notorious Woman.
Redman también apareció en un puñado de películas. Fue nominada al Oscar mejor actriz de reparto por sus trabajos en Tom Jones (1963) y por Otelo (1965), en el que aparece como Emilia. Por este papel también consiguió una nominación para los Globos de Oro.
Redman se casó con Charles Wynne Roberts en 1949 con el que vivió hasta la muerte de éste y con el que tuvieron tres hijos. Her son Crispin Redman is an actor.
Redman muruió en Pembury el 9 de mayo de 2012 a la edad de 96 años a causa de una neumonía.

## Filmografía
| Año  | Título en español              | Título en original    | Director                           |
| ---- | ------------------------------ | --------------------- | ---------------------------------- |
| 1941 | Recuerda                       | Spellbound            | Alfred Hitchcock                   |
| 1942 | One of Our Aircraft Is Missing | -                     | Micahel Powell, Emeric Pressburger |
| 1963 | Tom Jones                      | -                     | Tony Richardson                    |
| 1965 | Otelo                          | -                     | Lawrence Olivier                   |
| 1968 | ¡Prudencia...! Prudencia       | Prudence and the Pill | Fielder Cook                       |
| 1978 | Les Misérables                 | -                     | Glenn Jordan                       |
| 1985 | A Different Kind of Love       | -                     | Brian Mills                        |

## Premios y nominaciones
Premios Óscar
| Año  | Categoría               | Película  | Resultado |
| ---- | ----------------------- | --------- | --------- |
| 1964 | Mejor actriz de reparto | Tom Jones | Nominada  |
| 1966 | Mejor actriz de reparto | Otelo     | Nominada  |